# Kirk Stevens
Kirk Stevens (* 17. August 1958 in Toronto) ist ein ehemaliger professioneller Snookerspieler aus Kanada.

## Karriere

### Anfänge
Im Alter von zehn Jahren begann Stevens, Snooker zu spielen. Nachdem er schnell sein erstes Century Break gespielt hatte, hatte er im Alter von zwölf Jahren die Chance, für zwei Dollar eine Partie gegen sein Idol Cliff Thorburn zu spielen, welche er jedoch verlor. Als 15-Jähriger verdiente sich Stevens mit Snookermatches etwas Geld hinzu.
Als 18-Jähriger nahm Stevens am Pro-am-Event Canadian Open teil, in dem er jedoch am Weltmeister Alex Higgins scheiterte. Ein Jahr später verlor er im selben Turnier gegen Ray Reardon. Im selben Jahr nahm er erstmals an der kanadischen Snooker-Meisterschaft teil, doch er verlor gegen den Profispieler Cliff Thorburn. Im nächsten Jahr besiegte er Thorburn, bevor er mit einem 10:6-Sieg über Robert Paquette kanadischer Meister wurde. Ebenfalls 1978 erreichte er das Halbfinale der Amateurweltmeisterschaft, in dem er gegen Cliff Wilson verlor. Etwa zeitgleich wurde er Profispieler.

### Erste Profijahre
Auch im ersten Profijahr hatte Stevens bei den Canadian Open kein Glück, er verlor direkt gegen den Engländer Tony Meo. Im Rahmen der Snookerweltmeisterschaft gelang ihm ein Sieg über den achtfachen Weltmeister John Pulman, nachdem er schon den Südafrikaner Roy Amdor besiegt hatte. Im Halbfinale schied er gegen Fred Davis aus, der ebenfalls achtfacher Weltmeister war. Für die kommende Saison platzierte er sich auf Rang 19 der Weltrangliste.
In der folgenden Saison besiegte Stevens bei den Canadian Open den Engländer Joe Johnson sowie den Nordiren Dennis Taylor, bevor er im Halbfinale an Terry Griffiths scheiterte. Nach einer erfolglosen Teilnahme am Bombay International erreichte er bei der kanadischen Profimeisterschaft nach einem Sieg über Mario Morra das Halbfinale, in dem er Jim Wych unterlag. Kurz darauf wurde er zum damals jüngsten Halbfinalisten einer WM, als er mit Siegen über David Greaves, Mike Hallett, Graham Miles, John Spencer und Eddie Charlton das Halbfinale der Snookerweltmeisterschaft erreichte, bevor er gegen Alex Higgins ausschied. Zum Saisonende wurde er zum Pontins Camber Sands eingeladen, bei dem er jedoch gegen Doug Mountjoy direkt ausschied. 1980 nahm er außerdem an den Pontins Camber Sands Open, einem Pro-am-Turnier, teil, bei denen er sich Bob Harris geschlagen geben musste. Auf der Weltrangliste gelang ihm der Sprung auf den 11. Platz.
Außerdem erreichte er mit dem kanadischen Team das Finale des World Challenge Cups, was er mit 5:8 gegen das walisische Team verlor.
Zum Auftakt der nächsten Saison erreichte Stevens mit Siegen über Kenny Shea und Frank Jonik das Halbfinale der Canadian Open, in dem er jedoch an Cliff Thorburn scheiterte. Nach zwei erfolglosen Teilnahmen am Champion of Champions und am Pot Black sowie einer Auftaktniederlage beim Masters gewann er beim Tolly Cobbold Classic gegen Alex Higgins das Spiel um Platz drei. Nach einer weiteren Auftaktniederlage und einer Halbfinalniederlage bei der Yamaha Organs Trophy erreichte er zum Saisonabschluss mit einem Sieg über John Dunning das Achtelfinale der Snookerweltmeisterschaft, was er gegen Dennis Taylor verlor. Auf der Weltrangliste
verbesserte sich Stevens um einen Rang.

### Langsamer Aufstieg in die Weltspitze und Drogenskandal 1985
Zu Beginn der Saison 1981/82 erreichte Stevens das Achtelfinale der International Open und – nach zwei Auftaktniederlagen bei anderen Turnieren – das des UK Championships. Nach einem Ausscheiden in einer Gruppe des International Masters zog er bei der Snookerweltmeisterschaft mit Siegen über Jack Fitzmaurice und Patsy Fagan ins Viertelfinale ein, in dem er sich jedoch Jimmy White geschlagen geben musste. Auf der Weltrangliste gelang ihm deshalb eine Verbesserung von vier Plätzen, sodass er den sechsten Rang erreichte. Zudem gewann er mit dem kanadischen Team um Cliff Thorburn und Bill Werbeniuk mit 4:2 gegen das englische Team das World Team Classic.
Mit dem Beginn der Saison 1982/83 wurden zusätzlich zur Snookerweltmeisterschaft auch über die kommenden Saisons nach und nach weitere Turniere zu Ranglistenturnieren. So erreichte Stevens das Halbfinale der International Open, die zum Ranglistenturnier ernannt worden waren, in dem er jedoch an Tony Knowles scheiterte. Nach zwei verhaltenen Ergebnissen erreichte er mit Siegen über Tony Knowles und Cliff Thorburn das Halbfinale des Classics, das erst 1984 zum Ranglistenturnier wurde. Im dortigen Halbfinale verlor er jedoch gegen seinen Landsmann Bill Werbeniuk. Anschließend verlor er sein Auftaktmatch beim Masters und schied früh beim International Masters aus, bevor er zum Saisonende mit Siegen über Mick Fisher und Perrie Mans das Viertelfinale der Snookerweltmeisterschaft erreichte, in dem er an Cliff Thorburn scheiterte. Dennoch fiel er auf der Weltrangliste um einen Platz nach unten auf Rang sieben.
Die folgende Saison begann für Stevens mit einer Halbfinalniederlage beim Australian Masters, ehe er mit einem 9:8-Sieg über Frank Jonik die kanadische Profimeisterschaft gewann. Nach einer kampflosen Aufgabe bei den International Open erreichte er beim Professional Players Tournament das Viertelfinale, was er jedoch gegen Tony Meo verlor. Nach zwei verhaltenen Turnieren erreichte er beim Classic nach Siegen über die beiden schottischen Spieler Eddie McLaughlin und Murdo MacLeod das Viertelfinale, in dem er erneut gegen Tony Meo verlor. Kurz darauf besiegte er beim Masters die Engländer David Taylor und Steve Davis (der später als der „Dominator der 1980er-Jahre“ in die Snookergeschichte eingehen sollte), ehe er gegen Jimmy White mit 4:6 verlor. Ausgerechnet in dieser Partie spielte er im neunten Frame das dritte offiziell anerkannte Maximum Break überhaupt (davor spielten nur Steve Davis im Jahr 1982 und Cliff Thorburn 1983 welche). Für Stevens blieb es das einzige Karriere-Maximum. Anschließend erreichte er das Halbfinale des Tolly Cobbold Classics, bevor er beim International Masters in der Gruppenphase ausschied. Zum Abschluss der Saison erreichte er mit unter anderem einem Sieg über Ray Reardon das Halbfinale der Snookerweltmeisterschaft, das er jedoch mit 14:16 gegen Jimmy White verlor (für White sollte es später die erste von insgesamt sechs WM-Finalniederlagen geben). Auf der Weltrangliste kletterte er infolgedessen auf den vierten Weltranglistenplatz.
In der folgenden Saison 1984/85 erreichte er direkt zu Beginn das Finale des New Zealand Masters, wo er sich Jimmy White geschlagen geben musste. Nach mehreren verhaltenen Turnierabschlüssen erreichte Stevens beim Grand Prix das Viertelfinale, in dem er Dennis Taylor unterlag, welcher zum Ende der Saison das WM-Finale, welches unter verschiedenen Bezeichnungen in die Snookergeschichte eingehen sollte, gewinnen sollte. Anschließend zog er beim UK Championship ins Halbfinale ein, diesmal verlor er gegen Steve Davis (welcher am Ende der Saison im WM-Finale verlieren sollte). Im neuen Jahr erreichte er beim Classic das Achtelfinale, bevor er beim Masters das Auftaktmatch verlieren sollte.
Es folgte Stevens’ Karrierehöhepunkt, der sich aber zu einem Karrieretiefschlag entwickeln sollte. Bei den British Open besiegte er unter anderem Steve Davis und Dennis Taylor, sodass er zum ersten Mal in seiner Karriere in ein Finale eines Ranglistenturnieres einziehen sollte. Dieses verlor er mit 9:12 gegen den Südafrikaner Silvino Francisco, nachdem dieser schon mit 0:5 geführt hatte und Stevens auf 8:9 herangekommen war. Doch schon während des Finales entwickelte sich dieser Höhepunkt zu einem Tiefpunkt: Francisco – der wie Stevens nahe Chesterfield wohnte – hatte von einem Freund gehört, dass Stevens während des Endspiels unter dem Einfluss von Aufputschmitteln stand. Francisco konfrontierte Stevens während eines Toilettengangs, also während einer Spielunterbrechung, mit dem Vorwurf, was zufällig ein Reporter von Daily Star mitbekam und mitschnitt. Nach einer Auftaktniederlage beim Irish Masters begann die Snookerweltmeisterschaft. Am ersten Spieltag der WM brachte der Daily Star diesen ersten Drogenskandal des Snookersports als Titelgeschichte. Infolgedessen gab Stevens zu, kokainabhängig zu sein und in den letzten sechs Jahren etwa 250.000 Pfund Sterling in diese Sucht gesteckt zu haben. Dennoch gewann Stevens nur etwa 52 % seiner Spiele; von 140 Profispielen bis zum Saisonende 1984/85 hatte er lediglich 73 gewonnen. Stevens begann im Sommer 1985 eine Therapie in der kanadischen Heimat, dennoch ging seine Karriere stetig abwärts. Ironischerweise wurde Silvino Francisco 1997 des Schmuggels von Cannabis überführt und zu drei Jahren Gefängnis verurteilt. Für Stevens endete die Saison mit einer WM-Achtelfinalniederlage gegen John Parrott sowie der Verschlechterung um einen Platz auf den fünften Weltranglistenplatz.

### Absturz auf Weltranglistenplatz 68
Nach einem schlechten Start in die Saison 1985/86 schaffte Stevens sowohl beim Grand Prix als auch beim UK Championship den Einzug ins Viertelfinale, welche er gegen Tony Knowles bzw. Dennis Taylor verlor. Nach einer Auftaktniederlage beim Classic erreichte er das Finale des Einladungsturnieres Belgian Classics. Anschließend verlor er sein Auftaktmatch beim Masters, bevor er bei den British Open das Achtelfinale erreichte und gegen Willie Thorne verlor. Zum Abschluss der Saison erreichte Stevens nach Siegen über Dean Reynolds und Eddie Charlton das Viertelfinale der Snookerweltmeisterschaft, doch er zog gegen Tony Knowles den Kürzeren. Auf der Weltrangliste rutschte er um vier weitere Plätze auf den neunten Rang ab. Zudem verlor er 1986 mit dem kanadischen Team im Finale des World Cups gegen das irische Team um Alex Higgins, Dennis Taylor und Eugene Hughes.
Zum Anfang der nächsten Saison erreichte Stevens bei der kanadischen Profimeisterschaft und beim Scottish Masters das Halbfinale, bevor er bei den ersten beiden Ranglistenturnieren der Saison seine Auftaktpartien verlor. Nach einer Zweitrundenniederlage beim UK Championship erreichte er das Finale des Pot Blacks, in dem er sich Jimmy White geschlagen geben musste. Nach zwei weiteren verhaltenen Turnieren zog er bei den British Open zum zweiten Mal in Folge ins Achtelfinale ein, was er gegen David Taylor verlor. Zum Saisonende verlor Stevens unter anderem bei der Snookerweltmeisterschaft seine Auftaktpartien, sodass er auf den 21. Weltranglistenplatz abrutschte. Außerdem scheiterte er zum zweiten Mal in Folge mit dem kanadischen Team im Finale des World Cups gegen das irische Team.
Zum Start der Saison 1987/88 zog Stevens ins Halbfinale der kanadischen Profimeisterschaft ein, in dem er gegen Jim Bear verlor. Nach einer Auftaktniederlage erreichte er beim Grand Prix und beim UK Championship die Runde der letzten 32, bevor zwei weitere Auftaktniederlagen bei Ranglistenturnieren folgten. Zum Ende der Saison zog er mit einem 10:7-Sieg über den Waliser Mark Bennett in die Hauptrunde der Snookerweltmeisterschaft ein, doch er unterlag sofort seinem Landsmann Cliff Thorburn. Auf der Weltrangliste verlor Stevens weitere 16 Plätze, sodass er auf den 37. Platz abrutschte.
In der nächsten Saison erreichte Stevens bei allen Ranglistenturnieren nur noch die Runde der letzten 64, lediglich beim UK Championship verlor er erst in der Runde der letzten 32 und bei den British Open verlor er seine Auftaktpartie. Daraus resultierte ein Absturz auf den 50. Weltranglistenplatz.
Dieser Abwärtstrend setzte sich in der Saison 1989/90 fort. Erst beim UK Championship Ende November gewann er sein erstes Spiel; er zog infolgedessen mit Siegen über Nick Dyson und John Virgo in die Runde der letzten 32 ein, wo er gegen Mark Bennett verlor. Bei den British Open gewann er wieder ein Spiel, nach Sieg über Jim Meadowcroft verlor er aber direkt gegen Steve Davis. Insgesamt gewann er während der Saison nur drei von 13 Partien, sodass er zum Ende der Saison auf den 68. Weltranglistenplatz abstürzte.

### Kurzzeitige Etablierung in den Top 50 und vorläufiges Ende der Profikarriere
Die Saison 1990/91 begann mit einem Einzug ins Achtelfinale vom Grand Prix, bevor er zwischen zwei Auftaktniederlagen die Runde der letzten 64 des Dubai Classics erreichte und dort gegen den 48 Jahre alten Doug Mountjoy verlor. Nach zwei Zweitrundenniederlagen beim Classic und beim World Masters erreichte er bei den British Open die Runde der letzten 32, in der er gegen Tony Jones den Kürzeren zog. Zum Saisonabschluss verlor er nach einem Zweitrundeneinzug bei den European Open sein Auftaktmatch in der Qualifikation für die Snookerweltmeisterschaft. Dem zur Folge, verbessert sich Stevens auf der Weltrangliste um 10 Plätze und beendete die Saison auf Weltranglistenplatz 58.
Auch zum Start der nächsten Saison sorgte Stevens für ein gutes Ergebnis; als er die Runde der letzten 32 des Dubai Classics erreichte. Nach einer Reihe von Auftaktniederlagen zog er beim Classic in die Runde der letzten 64 ein, in der er mit 0:5 seinem Landsmann Bob Chaperon unterlag. Nach einer weiteren Auftaktniederlage erreichte Stevens auch bei den Welsh Open ebenjene Runde, in der er erneut mit 0:5 verlor – ausgerechnet gegen Silvino Francisco. Zum Saisonabschluss erreichte er nach einer Auftaktniederlage sowie zwei Zweitrundenniederlagen die allerletzte (und für ihn dritte) Qualifikationsrunde der Snookerweltmeisterschaft, wo er im Decider am Thailänder James Wattana scheiterte. Dennoch verlor er auf der Weltrangliste einen Platz, sodass er in der nächsten Saison auf dem 59. Platz gelistet war.
Doch in der nächsten Saison fand Stevens nicht in die Form der vorherigen Saison zurück. Während der gesamten Saison gewann er in zehn Partien nur ein einziges Spiel: Beim UK Championship besiegte er den Schotten Drew Henry. Wegen dieser – nicht unbedingt deutlichen, aber dennoch zahlreichen – Auftaktniederlagen rutschte Stevens auf der Weltrangliste um zehn Plätze ab, weshalb sich Stevens vorläufig von der Profitour zurückzog.
In der kommenden Saison war Stevens zwar noch auf der Weltrangliste gelistet, bestritt jedoch keine Spiele mehr. Zum Ende der nächsten Saison war er auf Rang 162 gelistet.

### Amateurzeit in den 1990er-Jahren
Nach einer vierjährigen Pause begann Stevens im Rahmen der kanadischen Snooker-Meisterschaft 1997, wieder an Turnieren teilzunehmen. Er hatte direkt Erfolg und gewann das Turnier mit 6:3 gegen Charlie Brown. Diesen Titel verteidigte er im nächsten Jahr mit 7:3 gegen Tom Finstad, nachdem er im Rahmen der Amateurweltmeisterschaft 1997 sein Auftaktmatch gegen den Deutschen Mike Henson verloren hatte.

### Letztes Profijahr 1998/99
Zur Saison 1998/99 wurde er wieder Profispieler, doch der Erfolg kam nicht zurück. Erst im Rahmen des China Internationals im März 1999 gewann er gegen Ali Carter sein erstes Spiel, anschließend schied er jedoch aus. Im Rahmen der Snookerweltmeisterschaft gelangen ihm immerhin Siege über Paul Stockwell und Gary Lees, bevor er in der vierten Runde gegen Joe Grech verlor. Zum Ende der Saison verlor er auf Weltranglistenplatz 187 wieder seinen Profistatus.

### Amateurjahre
Direkt im Jahr 2000 gewann Stevens mit einem 6:3-Sieg über Bob Chaperon die kanadische Snooker-Meisterschaft. Ebenfalls im Jahr 2000 nahm Stevens an der Amateurweltmeisterschaft teil, bei der er jedoch mit nur vier Siegen aus sieben Spielen (unter anderem verlor er gegen Saleh Mohammadi) in der Gruppenphase ausschied. Im Jahr 2002 gewann er wieder die kanadische Snooker-Meisterschaft, diesmal besiegte er im Finale Cliff Thorburn. Im folgenden Jahr schaffte er es nicht, seinen Titel zu verteidigen, als er im Viertelfinale gegen Alex Pagulayan verlor. In der Saison 2003/04 nahm Stevens erfolglos an Events der Challenge Tour teil, im Amateurbereich verlor er im Halbfinale der kanadischen Snooker-Meisterschaft gegen Tom Finstad.
Nachdem er im Halbfinale der 2005er- und im Achtelfinale der 2006er-Meisterschaft ebenfalls gegen Finstad verloren hatte, besiegte Stevens ihn im Finale der kanadischen Snooker-Meisterschaft 2008. Im selben Jahr nahm er erneut an einer Amateurweltmeisterschaft teil, bei der er sich in der Runde der letzten 32 dem Malteser Alex Borg geschlagen geben musste. In der kanadischen Heimat erreichte er 2009 das Halbfinale der Snooker-Meisterschaft, in dem er jedoch John White unterlag. Im Jahr 2012 nahm er bislang zum letzten Mal an der kanadischen Snooker-Meisterschaft teil, er schied schon in der Gruppenphase aus.